# 髙宮なつ美
髙宮 なつ美（たかみや なつみ、1991年（平成3年）8月22日 - ）は、日本の元近代五種競技選手である。旧姓は朝長（ともなが）。

## 経歴
1991年8月22日、埼玉県狭山市生まれ。埼玉県立川越南高等学校卒業。
学生時代は競泳や陸上競技などに取り組んでいた。
2011年、警察官だった両親の背中を追って、高校卒業後に警視庁警察学校に入校。
在学中に1500メートル走で女子歴代1位の4分55秒を記録したことから、近代五種部にスカウトされた。2012年に真剣に近代五種のトレーニングを始めた。
2014年には日本代表チームに選ばれた。また、この年第54回近代五種全日本選手権大会にて優勝を果たした。
競技歴4年で2016年リオデジャネイロオリンピックに出場し、近代五種競技では日本選手として過去最高の13位になった。大会終了後、上位選手の失格により13位から12位へと繰り上がった。
2016年のW杯では6位、2017年には4位になり、日本選手の最高順位を更新した。
2018年にはジャカルタ・アジア競技大会に出場し、5位で終えた。
2019年、近代五種アジア・オセアニア選手権大会で2位となり、東京オリンピック2020の出場権を獲得した。
同年12月24日、同僚の男性と結婚した。
2021年8月に開催された東京オリンピックでは34位に終わった。この大会をもって競技を引退した。